# Дель-Ер (Каліфорнія)
Дель-Ер (англ. Del Aire) — переписна місцевість (CDP) в США, в окрузі Лос-Анджелес штату Каліфорнія. Населення — 10 338 осіб (2020).

## Географія
Дель-Ер розташований за координатами 33°55′0″ пн. ш. 118°22′9″ зх. д. / 33.91667° пн. ш. 118.36917° зх. д. (33.916712, -118.369291).  За даними Бюро перепису населення США в 2010 році переписна місцевість мала площу 2,63 км², уся площа — суходіл.

## Демографія
Згідно з переписом 2010 року, у переписній місцевості мешкала 10 001 особа в 3291 домогосподарстві у складі 2375 родин. Густота населення становила 3809 осіб/км².  Було 3428 помешкань (1305/км²).
Расовий склад населення:
| - 60,5 % — білих - 9,2 % — азіатів - 4,6 % — чорних або афроамериканців - 1,3 % — вихідців з тихоокеанських островів - 0,6 % — корінних американців - 18,1 % — осіб інших рас |

До двох чи більше рас належало 5,6 %. Частка іспаномовних становила 47,2 % від усіх жителів.
За віковим діапазоном населення розподілялося таким чином: 23,3 % — особи молодші 18 років, 66,1 % — особи у віці 18—64 років, 10,6 % — особи у віці 65 років та старші. Медіана віку мешканця становила 36,0 року. На 100 осіб жіночої статі у переписній місцевості припадало 100,5 чоловіків;  на 100 жінок у віці від 18 років та старших — 97,3 чоловіків також старших 18 років.
Середній дохід на одне домашнє господарство  становив 96 020 доларів США (медіана — 74 573), а середній дохід на одну сім'ю — 96 215 доларів (медіана — 80 370). Медіана доходів становила 59 026 доларів для чоловіків та 50 946 доларів для жінок. За межею бідності перебувало 13,2 % осіб, у тому числі 14,8 % дітей у віці до 18 років та 9,1 % осіб у віці 65 років та старших.
Цивільне працевлаштоване населення становило 5098 осіб. Основні галузі зайнятості: освіта, охорона здоров'я та соціальна допомога — 21,2 %, науковці, спеціалісти, менеджери — 15,1 %, виробництво — 14,7 %.